# Kaliwerk Niedersachsen-Riedel

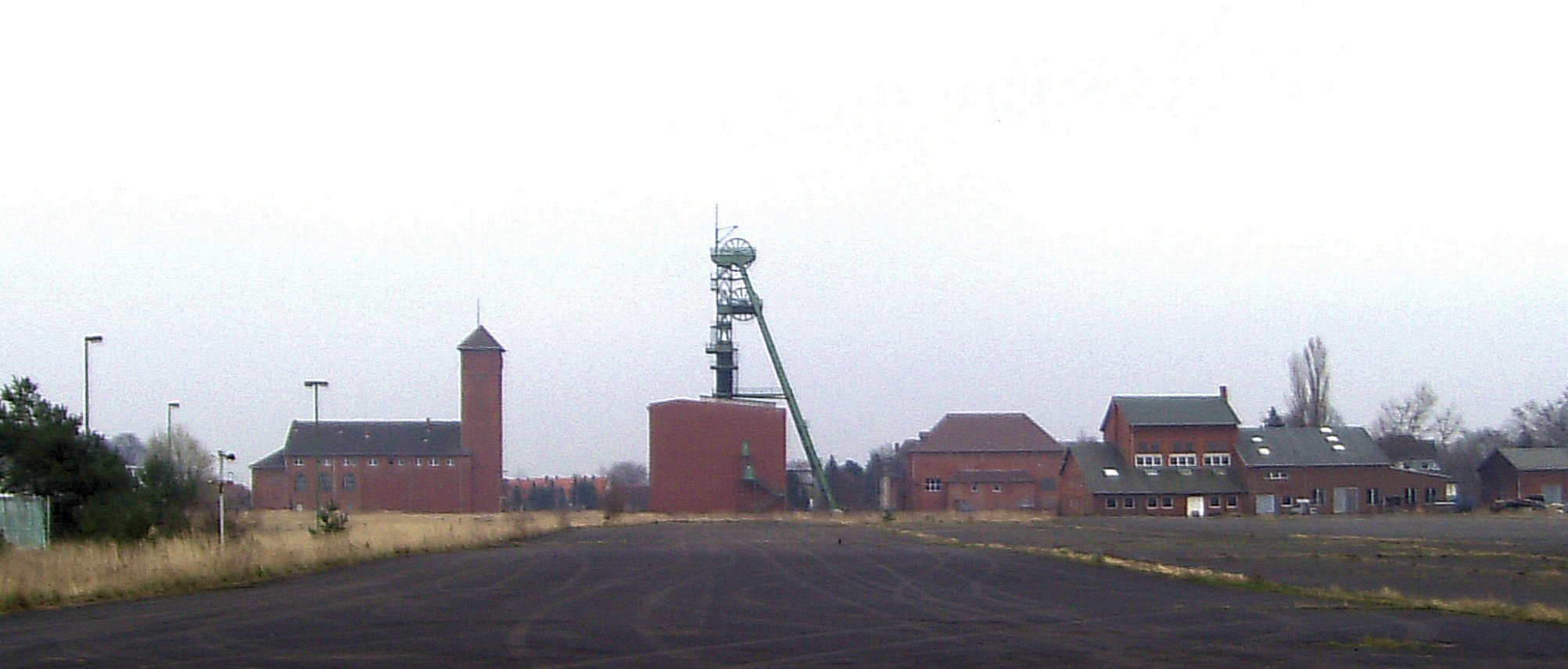
Gelände des Schachtes Riedel

Das Kaliwerk Riedel ist ein ehemaliges Kalibergwerk bei Hänigsen. Es war das weltweit tiefste Bergwerk für Kalisalz.
Der Schacht Riedel wurde in den Jahren 1905 bis 1908 abgeteuft (770 m). 1909 wurde mit der Förderung begonnen. 1907/08 wurde eine Grubenanschlussbahn von Burgdorf über Sorgensen und Weferlingsen nach Hänigsen errichtet. 1928 kam es zur vorläufigen Stilllegung. In den Jahren 1937 bis 1945 war das Bergwerk Teil der Heeres-Munitionsproduktionsstätte und -untertagedeponie Heeresmunitionsanstalt Hänigsen.
Am 18. Juni 1946 kam es hier zum Explosionsunglück in Hänigsen. 1949 erhielt die Schachtröhre neue Einbauten und die Kaliförderung wurde wieder aufgenommen. Das Bergwerk blieb bis 1997 fördernd in Betrieb. Die Produktion von Kali wurde 1996 eingestellt, die von Steinsalz 1997. Die Sohle liegt bei 1525 Metern Teufe. Die Pläne für eine untertägige Giftmülldeponie wurden verworfen.
Auf der 650- und 750-m-Sohle lagern vermutlich auch jetzt noch Rüstungsaltlasten (Zünder, Granaten, Kampfstoff Excelsior (10-Chlor-9,10-dihydroacridarsin, Blaukreuz) und dessen Vorprodukt Merodansäure). Das Niederschlagswasser des Geländes und das Haldensickerwasser (etwa 10.000 m³/Jahr) wird in die Thöse geleitet. Die Flutung des Bergwerks soll 2028 abgeschlossen sein. Der BUND kritisiert diese Maßnahme.
Der 1908 gegründete Bergmannsverein besteht noch heute.

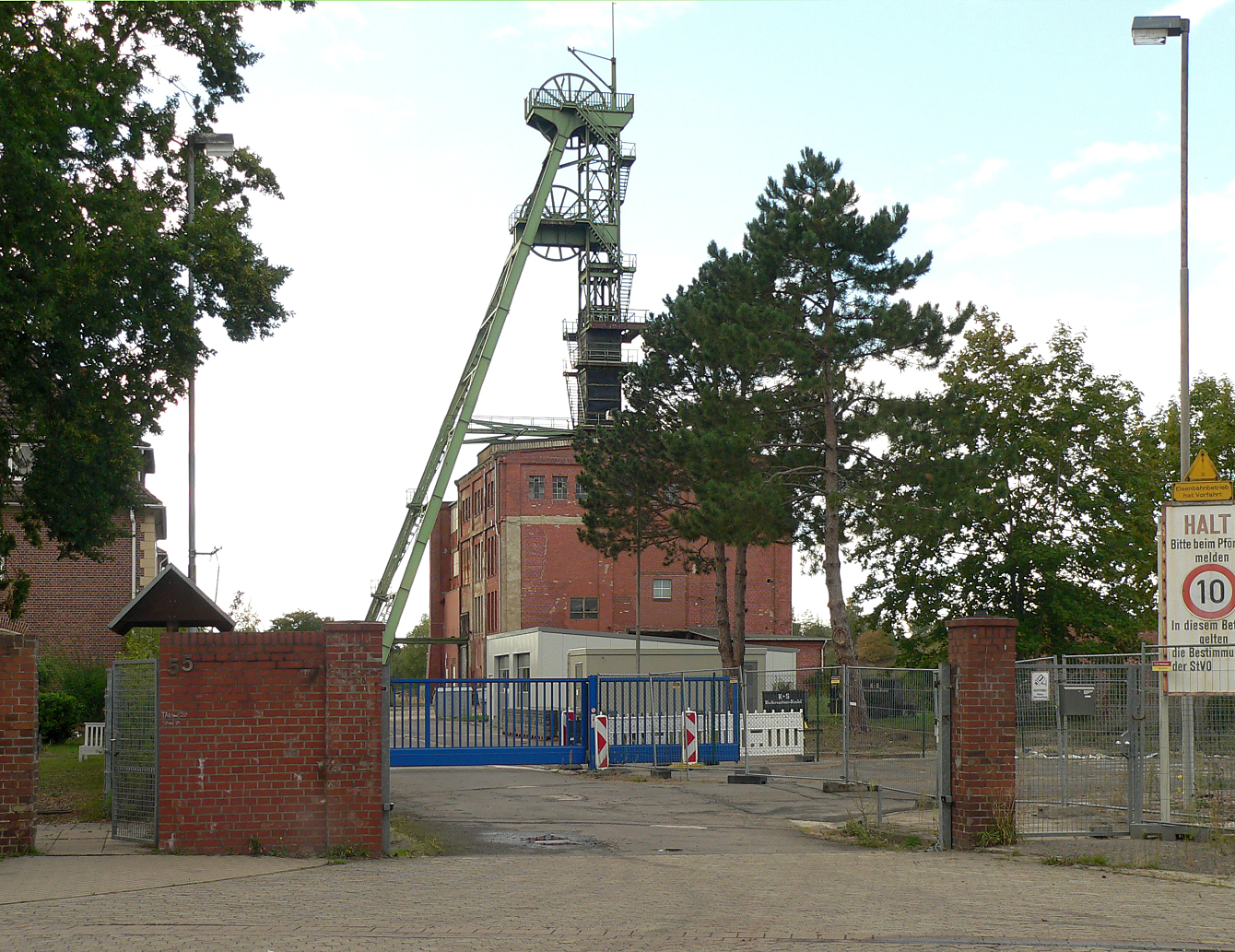
Fördergerüst
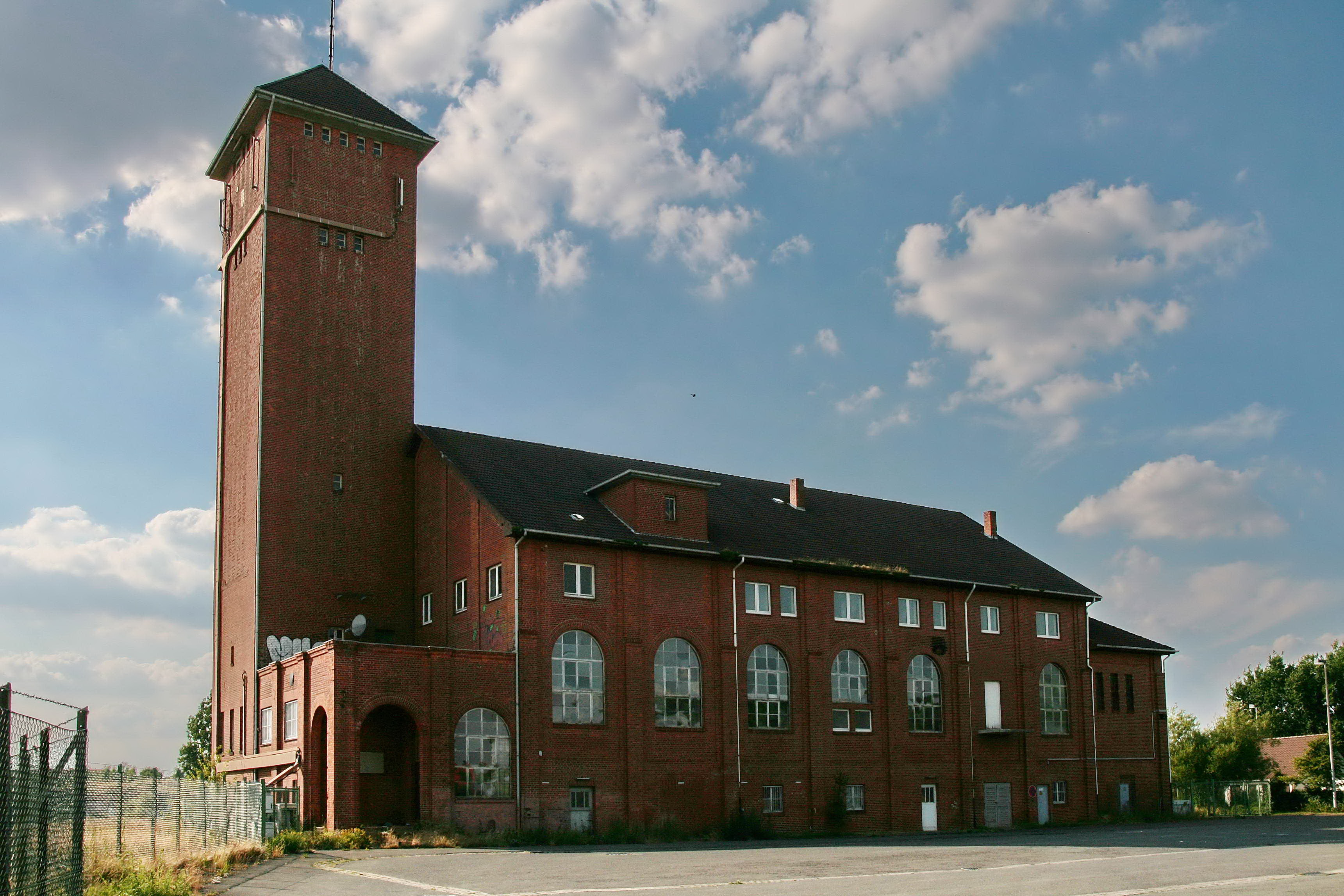
Altes Werksgebäude mit dem Wasserturm, der 2022 gesprengt wurde
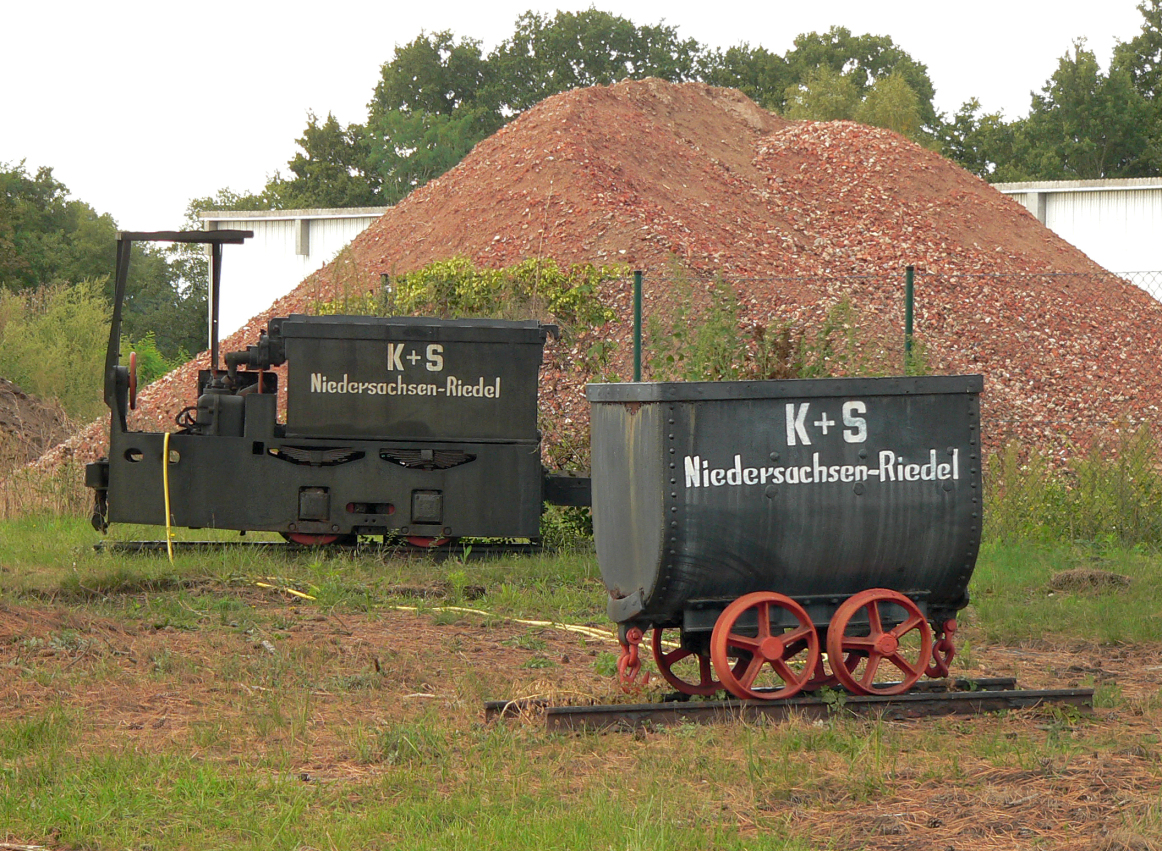
Ausgestellte Arbeitsfahrzeuge auf dem Werkgelände